# Малтугел
Малтуге́л (каз. Малтүгел) — село у складі Аягозького району Абайської області Казахстану. Входить до складу Тарбагатайського сільського округу.
Населення — 157 осіб (2021; 283 у 2009, 253 у 1999, 416 у 1989).
Національний склад станом на 1989 рік:
- казахи — 100 %

У радянські часи село називалось також Ферма Малтугай.